# Список керівників держав 260 року
Список керівників держав 260 року — це перелік правителів країн світу 260 року
Список керівників держав 259 року — 260 рік — Список керівників держав 261 року — Список керівників держав за роками

## Європа
- Боспорська держава — цар Рескупорід V (240-276)
- Ірландія — верховний король Кормак мак Арт (226-266)
- Римська імперія
  - на сході імперії — імператор Валеріан (253-260)
  - на заході імперії — імператор Галлієн (253-268), правив разом зі сином Салоніном.
  - в Паннонії проголосив себе імператором — Інгенуй (260)
  - на Балканах імператором проголосив себе Регаліан (260)
  - в східних провінціях владу узурпував Макріан молодший (260-261) та його брат Тит Фульвій Юній Квіет (260-261)
    - консул Публій Корнелій Секуларіс (260)
    - консул Гай Юній Донат (260)
    - Галльська імперія — імператор Постум (260-269)
    - Пальмірське царство — цар Оденат (260-267)

## Азія
- Диньяваді (династія Сур'я) — раджа Патипат (245-298)
- Іберійське царство — цар Мітрідат IV (249-265), боровся за владу з царем Амазаспом III (260-265)
- Індія
  - Царство Вакатаків — імператор Віндх'яшакті (250-270)
  - Імперія Гуптів — магараджа Шрі-Гупта (240-280)
  - Західні Кшатрапи — махакшатрап  Рудрасена II (255-277)
  - Кушанська імперія — великий імператор Канішка III (255-275)
  - держава Паллавів — махараджахіраджа Баппадева (бл.260)
  - Раджарата — раджа Готабхайя (254-267)
  - Держава Чера — цар Перумкадунго (257-287)
- Китай
  - Династія Вей — імператор Цао Мао (254-260), його змінив Цао Хуань (260-265), при обох імператорах регентом був Сима Чжао (255-265)
  - Династія У — імператор Сунь Сю (258-264)
  - Династія Шу — імператор Лю Шань (223-263)
    - шаньюй південних хунну Лю Бао (215—260); Лю Цюйбей (260—272)
- Корея
  - Кая (племінний союз) — кимгван Мапхун (259-291)
  - Когурьо — тхеван (король) Юнгчхон (248-270)
  - Пекче — король Коі (234-286)
  - Сілла — ісагим (король) Чхомхе (247-261)
- Паган — король Хті Мін Ін (242-299)
- Персія
  - Бактрія і Гандхара — кушаншах Пероз I (250-265)
  - Держава Сасанідів — шахіншах Шапур I (241-272)
- Сипау (Онг Паун) — Со Вай Па (257-309)
- плем'я табгачів — вождь Тоба Лівей (219-277)
- Ліньї — Фам Хунг (220—284)
- Японія — імператриця Дзінґу (201-269)

## Африка
- Аксумське царство — негус Датауна (бл.260)
- Царство Куш — цар Текерідеамані II (246-266)